# Gerd Hillen
Gerd Hillen (* 18. Oktober 1935; † 25. Februar 2022 in Oakland, Kalifornien) war ein deutscher Germanist.

## Leben
Er studierte Germanistik und Anglistik in München und Hamburg (Staatsexamen 1960) und lehrte von 1961 bis 1963 Deutsch an der University of Hong Kong. Er lehrte an der University of California, Berkeley.
Seine Veröffentlichungen spiegeln Hillens Interesse an den Werken von Grimmelshausen, Gryphius und Lohenstein wider; die Form und Funktion der literarischen Allegorie; verschiedene Aspekte des Oeuvres von G. E. Lessing; die Nachkriegsliteratur, insbesondere die Romane von Max Frisch. Später beschäftigte er sich mit Interpretationen von Lohensteins afrikanischen Dramen, Grimmelshausens Schelmenromanen und Fragen zur Methodik der Literaturgeschichte. Zuletzt befasste er sich mit der deutschen Kulturgeschichte von 1500 bis 1750.

## Schriften (Auswahl)
- Andreas Gryphius' Cardenio und Celinde. Zur Erscheinungsform und Funktion der Allegorie in den Gryphischen Trauerspielen. Den Haag 1971, OCLC 1067268709.
- Lessing-Chronik. Daten zu Leben und Werk. München 1979, ISBN 3-446-12694-5.